# Doelgroepschip
Een doelgroepschip is een schip dat zich verplicht moet melden als het gaat varen op de (hoofd) vaarwegen in Europa. Om bij calamiteiten op het water direct vast te kunnen stellen of er zich gevaarlijk situaties voordoen, wil de vaarwegbeheerder alle relevante gegevens weten met betrekking tot het aantal passagiers en de lading om adequaat in te kunnen grijpen. Om de uitwisseling van data te vereenvoudigen en de foutkans te reduceren wordt gebruikgemaakt van de database van het IVS'90 systeem, dat de gegevens krijgt aangeleverd via het Binnenvaart Informatie en Communicatie Systeem (BICS).
In Nederland is het vastgelegd vanaf 1 april 1999 via de Regeling communicatie rijksbinnenwateren, in België is het via de Europese wetgeving geregeld. 
Een doelgroepschip is:
- Een schip dat:
  - Gevaarlijke stoffen vervoert, die worden genoemd in de Regeling vervoer over binnenwateren van gevaarlijke stoffen 1997 VBG en/of
  - Langer is dan 110 meter en/of;
  - Bestaat uit een samenstel dat langer is dan 140 meter en breder dan 15 meter en/of
  - Een passagiersschip is en/of;
  - Een ‘bijzondere transport’ verricht, als bedoeld in artikel 1.21, eerste lid, van het Binnenvaartpolitiereglement (BPR) en/of;
  - Een zeeschip is, behoudens als het direct van zee komt en zich reeds overeenkomstig de Regeling Communicatie en loodsaanvragen zeevaart heeft gemeld,
- Een schip dat de Nederlandse grens bij Lobith Tolkamer passeert, zowel Nederland in als uit (meldpunt CBS Lobith).